# Halásztelek
Halásztelek è un comune dell'Ungheria di 8.199 abitanti (dati 2007) situato nella contea di Pest, nell'Ungheria settentrionale.